# Bhasadharma
Prabhasadharma (chữ Hán: 范鎮龍 / Phạm Trấn Long, ? - 645) là quốc vương Champa từ một thời điểm nào đó đến năm 645 khi ông bị sát hại bởi một lại thuộc của mình, cùng với tất cả phái nam trong gia đình ông. Hành trạng của ông được xác thực bởi Tân Đường thư.

## Tiểu sử
Prabhasadharma được sử ký nhắc đến trong một sự kiện, giống như cha mình, ông cử một sứ bộ sang Trường An mừng hoàng đế Đường Cao Tông đăng cơ và nộp tuế cống theo thông lệ. Ông bị ám sát trong một cuộc thoán đoạt nơi vương cung bởi người sau là tân vương Bhadresvaravarman. Cái chết này đánh dấu kết cho ngôi vị dành cho gia tộc ông.